# 大星蕨
大星蕨（学名：Microsorium henryi）为水龍骨科星蕨屬下的一个种。

## 扩展阅读
- 維基物種上的相關：大星蕨